# Jo Nakajima
Jo Nakajima (født 3. juli 1980) er en tidligere japansk fodboldspiller.
Han har spillet for flere forskellige klubber i sin karriere, herunder Kashima Antlers.